# Альбери, Эудженио
Эудженио Альбери (итал. Eugenio Alberi; 1 октября 1807, Падуя, Италия, — 24 июня 1878, Виши, Франция) — итальянский историк и публицист.

## Биография
Учился в Болонском и Падуанском университетах, поступил затем в военную службу, но в 1830 году вышел в отставку, чтобы посвятить себя исключительно науке, и поселился во Флоренции.
Здесь он издал «Guerre d’Italia del Principe Eugenio di Savoia» (Флоренция, 1830; 2-е изд. Турин, 1840), апологетическую «Storia di Caterina de’Medici» (1838) и «Relazioni degli ambasciatori veneti nel secolo XVI» (1839), снабженный примечаниями перевод «Истории итальянских государств» Лео и собрание ранее опубликованных и неизданных сочинений Галилео Галилея.
Весной 1848 года он, как подполковник, принимал участие в войне против австрийцев под начальством генерала Дурандо, затем отправился в Рим, где он некоторое время занимал должность генерального секретаря военного министерства.
После смерти Росси он возвратился во Флоренцию к своим историческим трудам. Вследствие происшествий 1859 года он объявил себя на стороне федерации и напечатал брошюру «In foedere unitas», перешел потом на сторону оппозиции и изолировал себя все больше и больше от идей, волновавших в то время Италию.
Свои папистские воззрения он изложил в сочинении «Il problema dell' umano destino» (Флоренция, 1872; 2-е изд., Венеция, 1873).
Скончался в июне 1878 года.